# 인디스땅스
인디스땅스는 경기콘텐츠진흥원에서 매년 주관하는 인디 오디션 프로그램이다. 경기도 음악산업 진흥 및 육성조례 제4조 2항에 의거, 2016년부터 시행되고 있으며 신인 뮤지션들을 발굴하여 약 4개월 간 공연, 음원 제작, 마케팅 등 총체적 지원을 제공한다.

## 상세
실력파 뮤지션 발굴·지원을 통한 경기도 음악산업 자생력을 강화하기 위하여 기획된 인디스땅스는 「경기도 음악산업 진흥 및 육성조례 제4조 2항」에 의거 2016년부터 매년 개최되며 운영되고 있다.
2016년부터 2022년까지 7년간 3128팀이 지원하여 133개 팀이 예선 공연을 치뤘고, 43개의 음원 제작 및 유통, 공연지원 177팀, 특전 제공 26팀 등 성공적인 실적을 바탕으로 지자체에서 운영하는 음악 오디션 프로그램의 대표주자로 자리매김 하였다.
선발방식은 실력과 대중성 갖춘 팀을 선별하기 위해 오디션 방식으로 지원하고 있고, 오디션은 영상심사 → 예선 →본선 → 결선심사로 진행된다.
경기콘텐츠진흥원이 지원한 뮤지션들 중 일부는 창의성/대중성을 인정받아 소속사와 계약을 체결하고 각종 TV 프로그램에 출연하거나 해외 페스티벌(홍콩 EAR-HUB/COSMOS)에 초청되는 등 음악산업의 한 축으로 활동중이다.

## 연혁
- 2016년 인디스땅스 TOGETHER RACE
- 2017년 인디스땅스 FIGHT LIKE A ROCK STAR
- 2018년 인디스땅스 CAN’T STOP THE SWAG
- 2019년 인디스땅스 Break the rules, Be the icon
- 2020년 인디스땅스 Journey to the wild
- 2021년 인디스땅스 Human Touch
- 2022년 인디스땅스 Mad In The muzic
- 2023년 인디스땅스 Wide Awake